# Aeropuerto Internacional Federal del Valle del Fuerte
El Aeropuerto Internacional Federal del Valle del Fuerte  o Aeropuerto Internacional de Los Mochis (Código IATA: LMM - Código OACI: MMLM - Código DGAC: LMM), es el aeropuerto que sirve la ciudad de Los Mochis, Sinaloa, México. Se ocupa del tráfico aéreo nacional e internacional de la ciudad de Los Mochis.

## Información

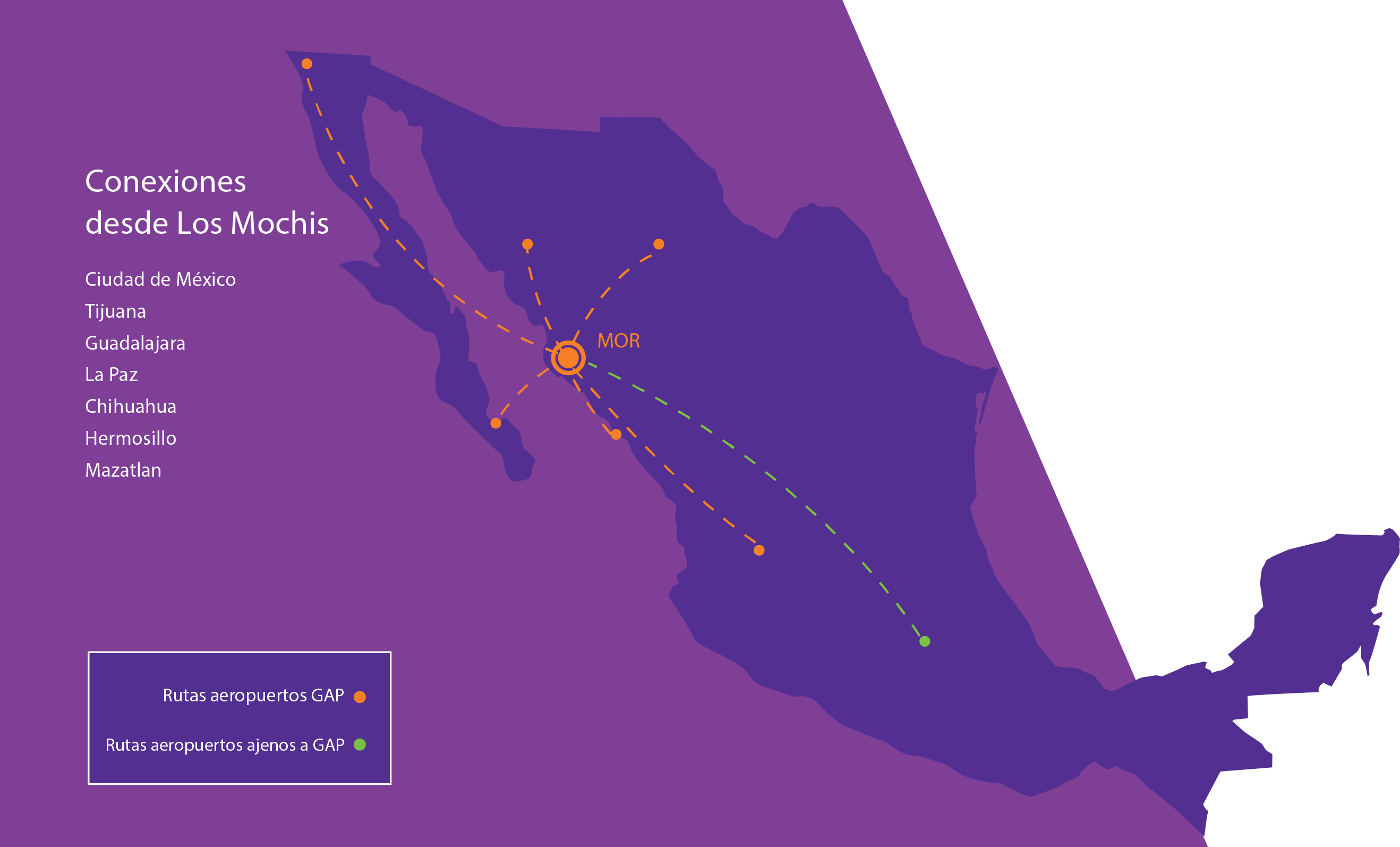
Destinos del aeropuerto.

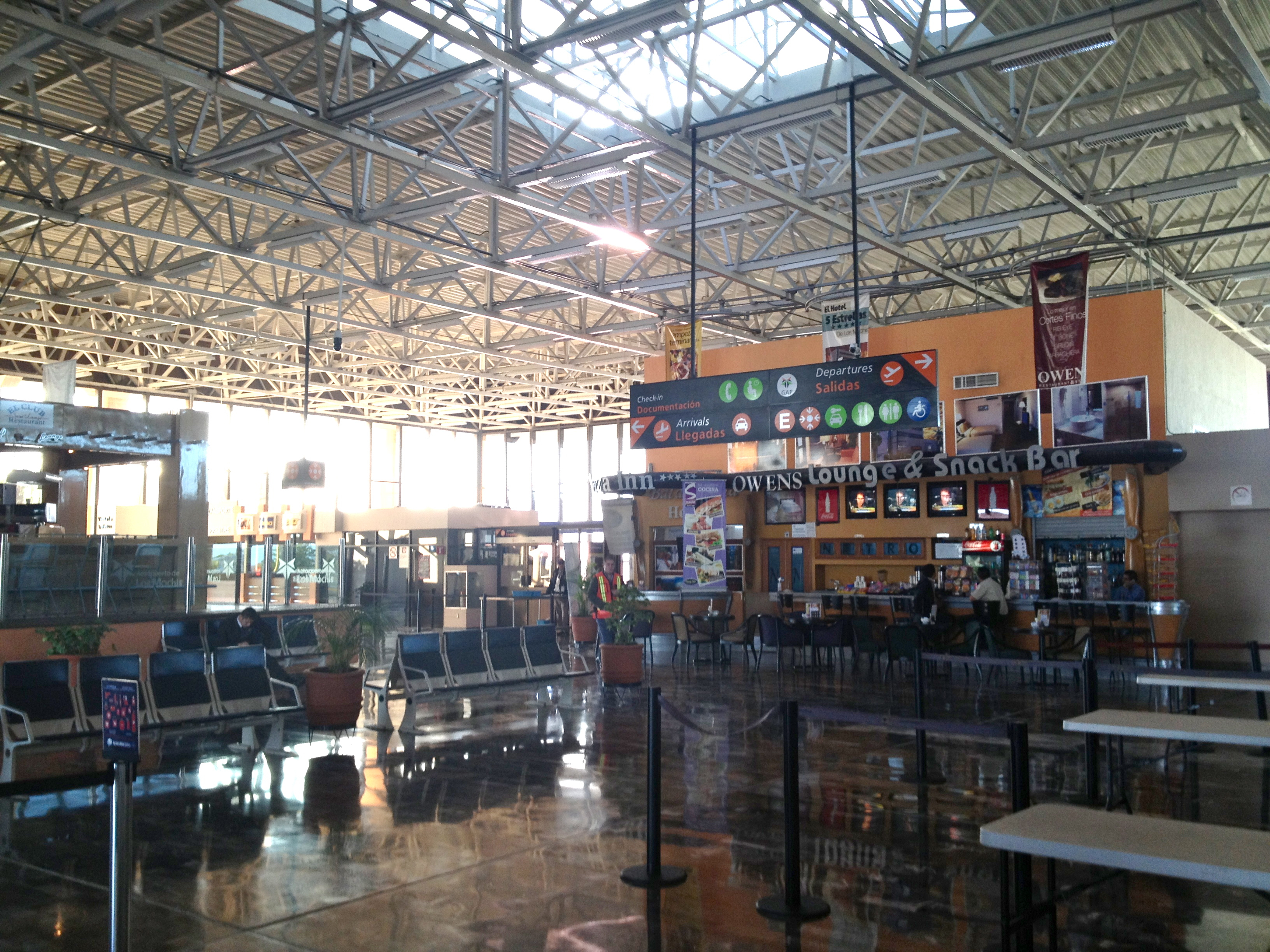
Pasillo principal del aeropuerto

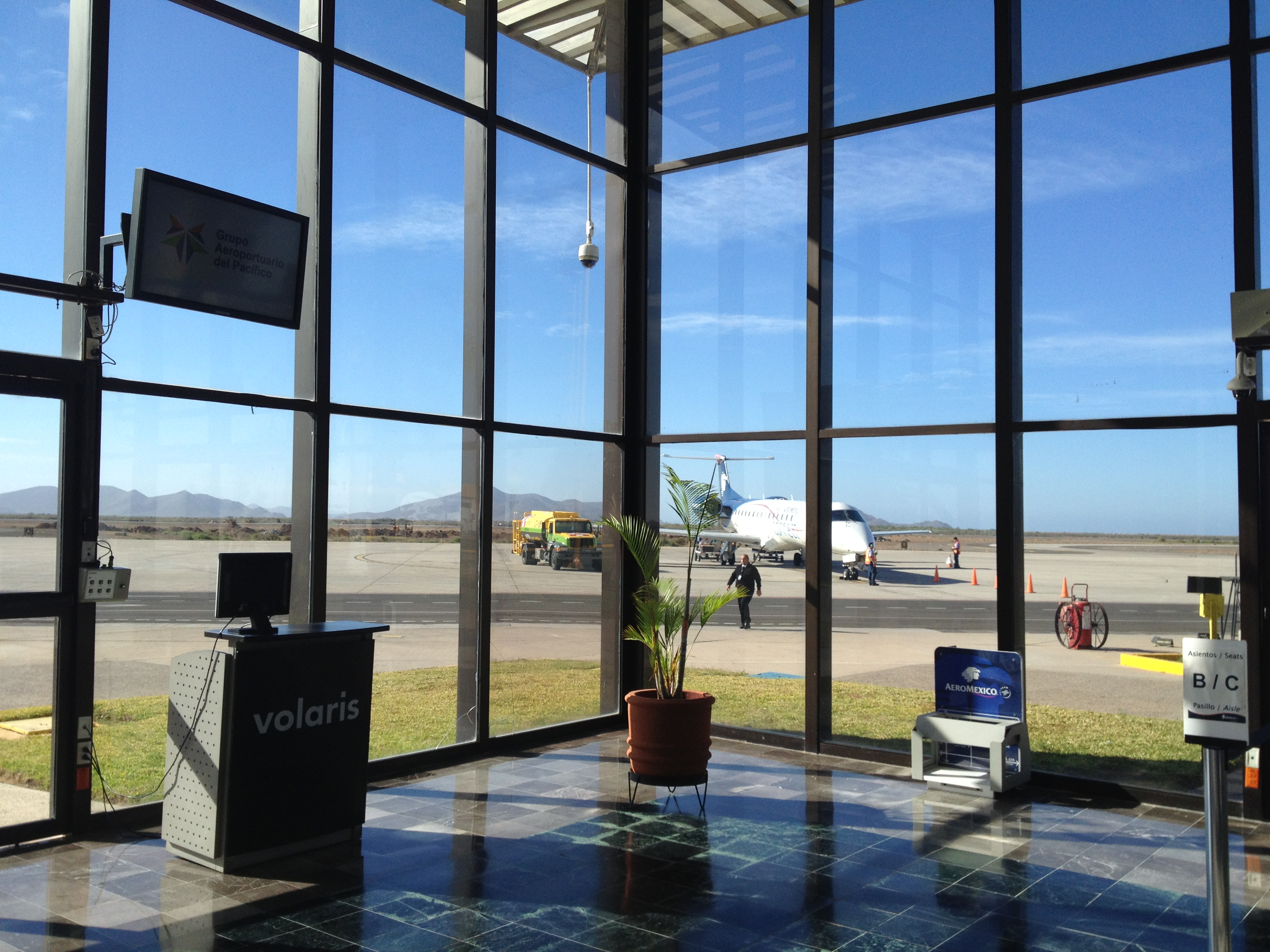
Zona de abordaje del aeropuerto.

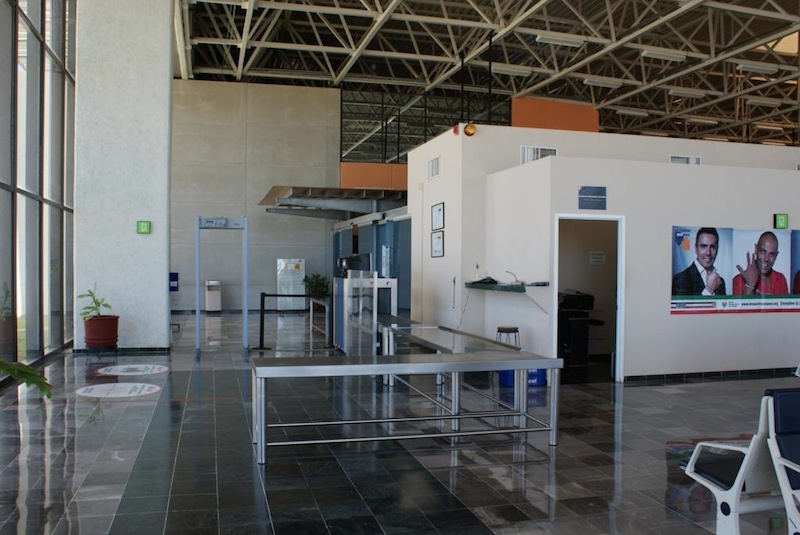
Zona de seguridad del aeropuerto.

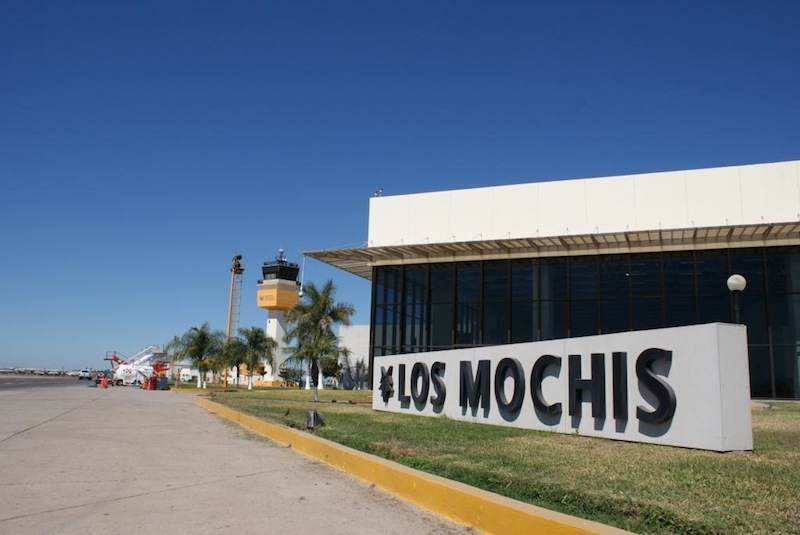
Lado aire del aeropuerto.

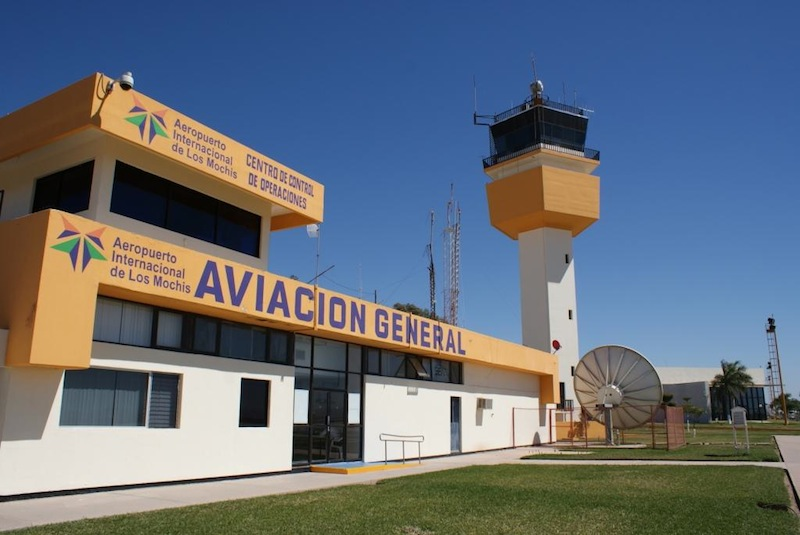
Edificio de aviación general del aeropuerto.

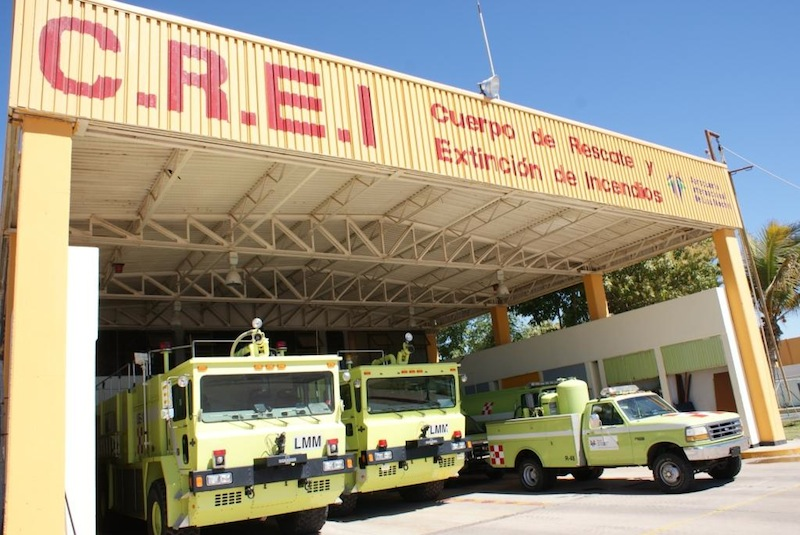
Bomberos del aeropuerto.

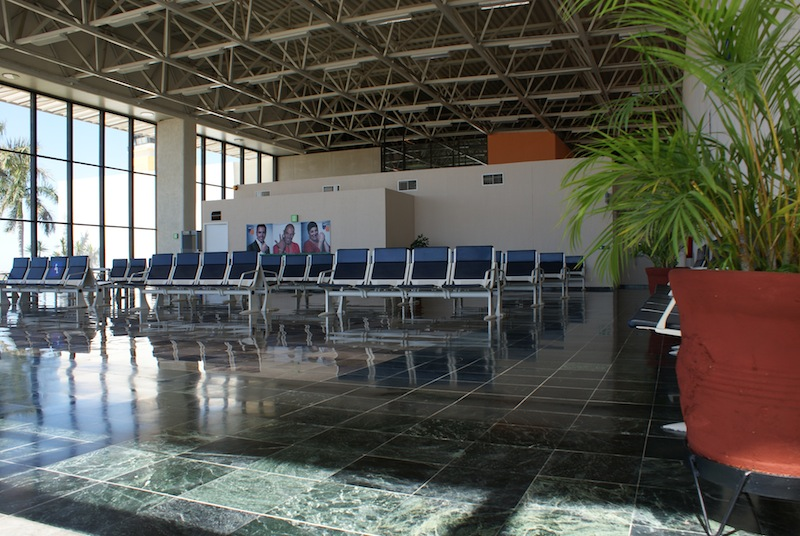
Sala de última espera del aeropuerto.

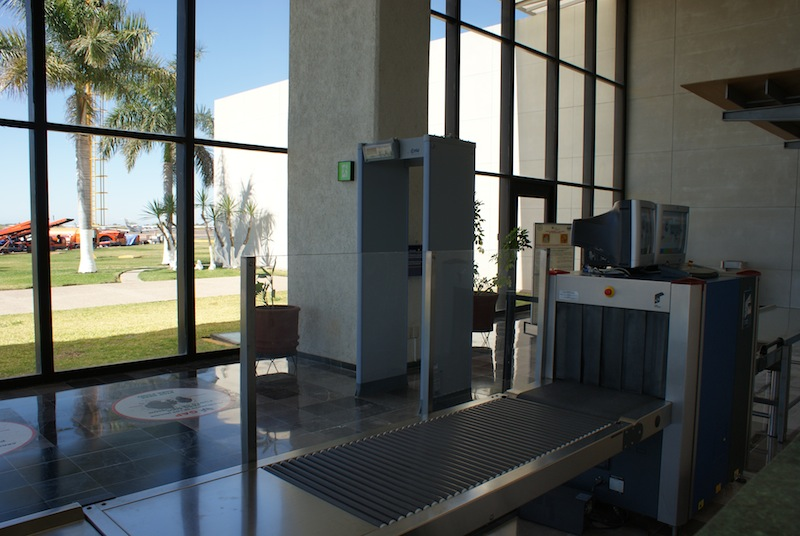
Zona de seguridad del aeropuerto.

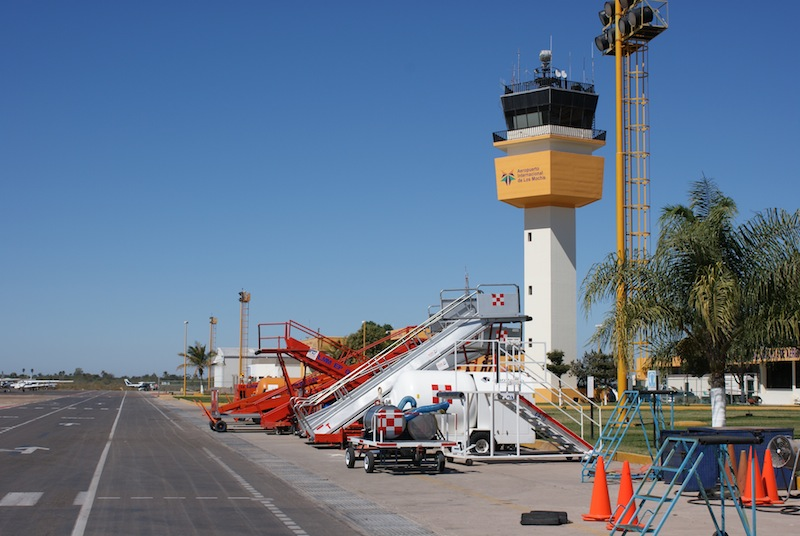
Torre de control del aeropuerto.

El aeropuerto internacional del Valle del Fuerte se encuentra ubicado a 18 km de la ciudad de Los Mochis, por la carretera Los Mochis - Topolobampo. Este aeropuerto es administrado por Grupo Aeroportuario del Pacífico. Este aeropuerto es la puerta de entrada a las Barrancas del Cobre en Chihuahua a donde se llega en un viaje por el Ferrocarril Chihuahua al Pacífico.
El aeropuerto cuenta con los servicios de renta de automóviles, restaurante-bar, cajeros automáticos, Wi-Fi, taxis y estacionamiento público.
En el año 2021, Los Mochis recibió a 367,700 pasajeros, mientras que en 2022 recibió a 424,000 pasajeros según datos de Grupo Aeroportuario del Pacífico.
La frecuencia de la Torre de Control es de 118.80 MHz y la frecuencia VOR/DME 115.5 MHz. Cuenta con una pista Construida de asfalto. Tiene una longitud de 2000 metros de largo por 45 de ancho con una orientación 09-27. Cuenta también con ayudas visuales y sistemas de localización VOR/DME y señalamientos horizontal y vertical para operaciones diurna y nocturna.
En junio de 2013 se lanzó la propuesta para hacer del aeropuerto de Los Mochis un aeropuerto de carga al igual que de pasajeros.

## Aerolíneas y destinos

### Pasajeros
| Destinos por aerolínea                                     | Destinos por aerolínea                           | Destinos por aerolínea | Destinos por aerolínea |
| Aerolínea                                                  | Destinos                                         |                        |                        |
| ---------------------------------------------------------- | ------------------------------------------------ | ---------------------- | ---------------------- |
| Aéreo Servicio Guerrero                                    | Creel, La Paz, Loreto, San José del Cabo         |                        |                        |
| Aeroméxico Connect                                         | Ciudad de México                                 |                        |                        |
| AeroPacífico                                               | Chihuahua, San José del Cabo                     |                        |                        |
| Señor Air                                                  | Cabo San Lucas                                   |                        |                        |
| TAR                                                        | Chihuahua, La Paz                                |                        |                        |
| Viva                                                       | Monterrey                                        |                        |                        |
| Volaris                                                    | Ciudad de México, Guadalajara, Mexicali, Tijuana |                        |                        |
| Total: 11 destinos (nacionales), 7 aerolíneas (nacionales) |                                                  |                        |                        |

### Destinos nacionales
Se brinda servicio a 11 ciudades dentro del país a cargo de 7 aerolíneas. El destino de Aeroméxico es operado por Aeroméxico Connect.
| Destinos nacionales del Aeropuerto de Aeropuerto de Los Mochis LMM CSL CUU MEX MX31 GDL MTY LAP LTO SJD MXL TIJ | Destinos nacionales del Aeropuerto de Aeropuerto de Los Mochis LMM CSL CUU MEX MX31 GDL MTY LAP LTO SJD MXL TIJ | Destinos nacionales del Aeropuerto de Aeropuerto de Los Mochis LMM CSL CUU MEX MX31 GDL MTY LAP LTO SJD MXL TIJ | Destinos nacionales del Aeropuerto de Aeropuerto de Los Mochis LMM CSL CUU MEX MX31 GDL MTY LAP LTO SJD MXL TIJ | Destinos nacionales del Aeropuerto de Aeropuerto de Los Mochis LMM CSL CUU MEX MX31 GDL MTY LAP LTO SJD MXL TIJ | Destinos nacionales del Aeropuerto de Aeropuerto de Los Mochis LMM CSL CUU MEX MX31 GDL MTY LAP LTO SJD MXL TIJ | Destinos nacionales del Aeropuerto de Aeropuerto de Los Mochis LMM CSL CUU MEX MX31 GDL MTY LAP LTO SJD MXL TIJ | Destinos nacionales del Aeropuerto de Aeropuerto de Los Mochis LMM CSL CUU MEX MX31 GDL MTY LAP LTO SJD MXL TIJ | Destinos nacionales del Aeropuerto de Aeropuerto de Los Mochis LMM CSL CUU MEX MX31 GDL MTY LAP LTO SJD MXL TIJ |
| Destinos | Volaris | Aéreo Servicio Guerrero                                                                                         | AeroPacífico | TAR | Viva | Otra | # | |
| --- | --- | --- | --- | --- | --- | --- | --- | --- |
| Cabo San Lucas (CSL)                                                                                            | | | | | | Señor Air | 1 | |
| Chihuahua (CUU)                                                                                                 | | | • | • | | | 2 | |
| Ciudad de México (MEX)                                                                                          | • | | | | | Aeroméxico | 2 | |
| Creel (MX31) | | • | | | | | 1 | |
| Guadalajara (GDL)                                                                                               | • | | | | | | 1 | |
| La Paz (LAP) | | • | | • | | | 2 | |
| Loreto (LTO) | | • | | | | | 1 | |
| Mexicali (MXL)                                                                                                  | • | | | | | | 1 | |
| Monterrey (MTY)                                                                                                 | | | | | • | | 1 | |
| San José del Cabo (SJD)                                                                                         | | • | • | | | | 2 | |
| Tijuana (TIJ)                                                                                                   | • | | | | | | 1 | |
| Total | 4 | 4 | 2 | 2 | 1 | 2 | 11 | |

## Estadísticas

### Tráfico anual
| Año  | Pasajeros Totales | cambio en % |
| 2008 | 213,800           | Sin cambios |
| 2009 | 206,000           | 3.65%       |
| 2010 | 243,000           | 17.96%      |
| 2011 | 205,800           | 15.31%      |
| 2012 | 183,500           | 10.80%      |
| 2013 | 196,800           | 7.20%       |
| 2014 | 228,600           | 16.16%      |
| 2015 | 290,900           | 27.2%       |
| 2016 | 347,400           | 19.4%       |
| 2017 | 348,500           | 0.3%        |
| 2018 | 273,068           | 2.53%       |
| 2019 | 319,236           | 16.91%      |
| 2020 | 213,600           | 45.4%       |
| 2021 | 367,700           | 72.1%       |
| 2022 | 424,000           | 15.3%       |
| 2023 | 470,700           | 11.0%       |
| 2024 | 587,165           | 24.3%       |
| ---- | ----------------- | ----------- |

### Rutas más transitadas
| Número | Ciudad                              | Pasajeros | Ranking     | Aerolínea                          |
| ------ | ----------------------------------- | --------- | ----------- | ---------------------------------- |
| 1      | Tijuana, Baja California            | 104,162   | Sin cambios | Volaris                            |
| 2      | Ciudad de México                    | 88,141    | Sin cambios | Aeroméxico Connect, Volaris        |
| 3      | Guadalajara, Jalisco                | 38,659    | Sin cambios | Volaris                            |
| 4      | Monterrey, Nuevo León               | 27,632    | Sin cambios | Viva                               |
| 5      | Mexicali, Baja California           | 16,732    | Sin cambios | Volaris                            |
| 6      | Cabo San Lucas, Baja California Sur | 8,524     |             | Señor Air                          |
| 7      | La Paz, Baja California Sur         | 3,181     | Sin cambios | Aéreo Servicio Guerrero, Señor Air |

## Aerolíneas que volaban anteriormente al AILM
| Aerolíneas                                                                                        |
| ------------------------------------------------------------------------------------------------- |
| Aeromar, Aero California, Aero Owen, Alma de México, Delta Air Lines, Interjet, MexicanaLink, TAR |

## Accidentes e incidentes
- El 14 de octubre de 2013 una avioneta Cessna Caravan matrícula XA-TXM de Aéreo Servicio Guerrero con 14 personas a bordo que había salido rumbo a Los Mochis, se estrelló en la Sierra de la Giganta entre Loreto y Ciudad Constitución. Se presume que volaba a baja altitud debido al mal clima derivado de la Tormenta tropical Octave. Ninguno de los 13 pasajeros y el piloto sobrevivieron.[6]

- El 22 de octubre de 2019 una aeronave Cessna 206 Stationair con matrícula XB-JWU que realizaba un vuelo privado entre el Aeropuerto de Los Mochis y el Aeropuerto de Querétaro, sufrió una falla mecánica durante su fase de crucero, obligándolo a realizar un aterrizaje forzoso en el municipio de Mezquital, Durango, resultando el piloto y los 4 pasajeros con heridas menores.[7][8]

- El 4 de agosto de 2020 una aeronave Maule M-7 con matrícula desconocida de la Armada de México sufrió un colapso en el tren de aterrizaje tras aterrizar en el Aeropuerto de Los Mochis, causando un cese temporal en las operaciones del aeropuerto. Ninguna persona resultó lesionada.[9][10][11]

- El 31 de octubre de 2020 una aeronave Piper PA-32R-301T Turbo Saratoga SP con matrícula XB-EQH que cubría un vuelo privado entre el Aeropuerto de Los Mochis y el Aeródromo de Manjarrez de Caborca se precipitó a tierra durante su fase de crucero sobre el Municipio de Salvador Alvarado, impactando contra terreno e incendiándose. En el accidente murieron los dos ocupantes.[12]

- El 6 de abril de 2022 una aeronave Cessna 340A con matrícula XB-GHU que operaba un vuelo privado entre el Aeropuerto Internacional Valle del Fuerte y el Aeródromo del Club Aéreo Santa Rosa al sur de Los Mochis tuvo una falla en el tren de aterrizaje, ocasionando que se saliera de la pista y se inclinara de forma que el ala izquierda raspó el suelo, provocando un incendio en la punta de la misma ala. El piloto resultó ileso.[13][14]

- El 2 de mayo de 2022 una aeronave Zlín 242L con matrícula ANX-1419 de la Armada de México que realizaba un vuelo de instrucción entre el Aeropuerto de Los Mochis y el Aeropuerto de Mazatlán tuvo una pérdida de potencia poco tiempo después de despegar, obligando a la tripulación a realizar un aterrizaje de emergencia, impactando en un campo cerca de la pista, causando daños irreparables en la aeronave y dejando a los dos tripulantes heridos.[15][16]

## Aeropuertos cercanos
Los aeropuertos más cercanos son:
- Aeropuerto Internacional Federal de Culiacán (191km)
- Aeropuerto Internacional de Ciudad Obregón (204km)
- Aeropuerto Internacional de La Paz (212km)
- Aeropuerto Internacional de Loreto (229km)
- Aeropuerto Nacional de Ciudad Constitución (264km)